# 2023年阿克萨清真寺冲突
2023年阿克萨清真寺冲突是2023年4月以色列警方與巴勒斯坦人在耶路撒冷阿克薩清真寺發生的衝突。巴勒斯坦人在清真寺內集結，以色列警方進入清真寺內將其驅離，造成50人受傷，超過350人被捕。

## 背景
此次衝突發生於穆斯林齋戒月與猶太人逾越節期間。現狀規定猶太人可以前往聖殿山，但不得在當地舉行宗教儀式；而依照往例，穆斯林只有在齋戒月最後十天（即2023年4月11日至21日）才被允許在清真寺內過夜，以色列警方過往即常在晚間進入清真寺內驅離試圖過夜的穆斯林。
4月3日以色列警方拘留一名猶太極右組織聖殿山管理組織人員，阻止極右組織試圖在阿克薩清真寺前舉行逾越節獻祭儀式的計畫。以色列國家安全部長伊塔马尔·本-格维尔鼓勵猶太組織前往聖殿山慶祝逾越節，但禁止在當地獻祭。

## 經過
衝突於4月4日晚間爆發，數百名巴勒斯坦人因收到有猶太人將強行進入聖殿山舉行獻祭儀式的消息，在禱告後堅守於清真寺內，以色列警察因而進入清真寺內驅離群眾，巴勒斯坦消息指以色列警方使用閃光彈、擊發橡膠子彈並以棍棒毆打巴勒斯坦人，共有約50人受傷。以色列警方則指巴勒斯坦人對其丟擲石頭並擊發煙火，造成一名警員受傷。此事件造成以巴雙方關係更為緊張並引起國際各方關注。翌日巴勒斯坦人再度集結於清真寺內過夜，並遭以色列警方強制驅離。
衝突爆發後，加薩走廊與黎巴嫩反對以色列的武裝組織對以色列境內發射火箭作為報復。